# 1777
Il 1777 (MDCCLXXVII in numeri romani) è un anno  del XVIII secolo.

## Eventi
- 2 gennaio – Rivoluzione americana: Battaglia dell'Assunpink Creek, il generale George Washington sconfigge le truppe del generale inglese Charles Cornwallis nel loro tentativo di contrattaccare a seguito della Battaglia di Trenton.
- 3 gennaio – Rivoluzione americana: Battaglia di Princeton, il generale degli Stati Uniti George Washington sconfigge il generale dell'Impero britannico Charles Cornwallis.
- 15 gennaio – Il Vermont dichiara la sua indipendenza da New York diventando uno stato indipendente, finché non verrà annesso agli Stati Uniti come 14º Stato nel 1791.
- 14 giugno – La bandiera a Stelle e strisce è adottata dal Secondo congresso continentale come la Bandiera ufficiale degli Stati Uniti.
- 11 settembre – Guerra di indipendenza americana: vittoria inglese nella battaglia di Brandywine.
- 19 settembre – Guerra di indipendenza americana: decisiva vittoria statunitense nella battaglia di Freeman's Farm (battaglia di Saratoga).
- 7 ottobre – Guerra di indipendenza americana: decisiva vittoria statunitense nella battaglia di Bemis Heights (battaglia di Saratoga).
- 3 novembre – Incendio del Palazzo Ducale a Genova.
- 15 novembre – Dopo 16 mesi di dibattito, il Secondo congresso continentale stabilisce la nuova capitale provvisoria degli Stati Uniti: York (Pennsylvania).
- 19 dicembre – Guerra di indipendenza americana: la Continental Army guidata da George Washington si accampa a Valley Forge, Pennsylvania.
- 24 dicembre – James Cook scopre l'isola Christmas.
- Viene pubblicata la seconda edizione della Encyclopaedia Britannica.

### Eventi in corso
- Guerra di indipendenza americana (1775-1783).

## Nati
Ci sono circa 210 voci su persone nate nel 1777; vedi la pagina Nati nel 1777 per un elenco descrittivo o la categoria Nati nel 1777 per un indice alfabetico.

## Morti

### Gennaio
- 1º gennaio - Emanuele Barbella, compositore e violinista italiano (n. 1718)
- 1º gennaio - Troiano Spinelli, filosofo, economista e storico italiano (n. 1712)
- 2 gennaio - Nicola Bertucci, pittore italiano
- 2 gennaio - Urbano Paracciani Rutili, cardinale e arcivescovo cattolico italiano (n. 1715)
- 6 gennaio - Ludovico Maria Torriggiani, cardinale italiano (n. 1697)
- 10 gennaio - François de Cuvilliés il Giovane, architetto e incisore tedesco (n. 1731)
- 12 gennaio - Antonio Vallisneri, scienziato, naturalista e biologo italiano (n. 1708)
- 13 gennaio - Jan Geernaert, scultore fiammingo (n. 1704)
- 17 gennaio - Joseph Louis Ollivier, ingegnere francese (n. 1727)
- 21 gennaio - Agostino Giuffrida, medico italiano (n. 1705)
- 24 gennaio - William Ewen, politico e rivoluzionario statunitense (n. 1720)
- 25 gennaio - Francesco Rivera, arcivescovo cattolico italiano (n. 1697)
- 26 gennaio - Prokop Adalbert Czernin von und zu Chudenitz, nobile boemo (n. 1726)
- 27 gennaio - Hubert de Brienne, ammiraglio francese (n. 1690)
- 30 gennaio - Enrichetta d'Este, nobile italiana (n. 1702)
- 30 gennaio - Justus Friedrich Wilhelm Zachariae, scrittore e poeta tedesco (n. 1726)

### Febbraio
- 7 febbraio - Domenico Gregorini, architetto italiano (n. 1692)
- 22 febbraio - Archibald Bulloch, politico, patriota e rivoluzionario statunitense (n. 1730)
- 24 febbraio - Giuseppe I del Portogallo, re portoghese (n. 1714)
- 27 febbraio - Louis Phélypeaux de Saint-Florentin, politico e nobile francese (n. 1705)

### Marzo
- 1º marzo - Georg Christoph Wagenseil, compositore, organista e clavicembalista austriaco (n. 1715)
- 4 marzo - Pierre-Herman Dosquet, vescovo cattolico belga (n. 1691)
- 6 marzo - Jeremias Friedrich Reuß, teologo tedesco (n. 1700)
- 20 marzo - Jean-François-Joseph de Rochechouart, cardinale e vescovo cattolico francese (n. 1708)
- 22 marzo - Federica Carlotta d'Assia-Darmstadt, principessa (n. 1698)
- 26 marzo - Bernhard Christoph Breitkopf, editore musicale tedesco (n. 1695)
- 28 marzo - Matteo Battaglia, pittore italiano (n. 1700)

### Aprile
- 3 aprile - Maksim Sozontovič Berezovskij, compositore, cantante lirico e violinista ucraino (n. 1745)
- 12 aprile - Claude-Prosper Jolyot de Crébillon, scrittore francese (n. 1707)
- 26 aprile - Carlotta Guglielmina di Anhalt-Bernburg, nobile (n. 1737)
- 29 aprile - Antonio Joli, pittore e scenografo italiano (n. 1700)

### Maggio
- 2 maggio - György Klimó, vescovo cattolico ungherese (n. 1710)
- 6 maggio - Buenaventura Córdoba Espinosa de la Cerda, cardinale e patriarca cattolico spagnolo (n. 1724)
- 7 maggio - Charles de Brosses, magistrato, filosofo e linguista francese (n. 1709)
- 7 maggio - Francesco Martinez, architetto italiano (n. 1718)
- 8 maggio - Mathieu Bayeux, ingegnere francese (n. 1692)
- 11 maggio - George Pigot, I barone Pigot, imprenditore e politico britannico (n. 1719)
- 19 maggio - Button Gwinnett, politico statunitense (n. 1735)
- 20 maggio - Pietro Piffetti, ebanista italiano (n. 1701)
- 24 maggio - Gaetano I Boncompagni Ludovisi, principe (n. 1706)

### Giugno
- 8 giugno - Cornelia Schlosser,  tedesca (n. 1750)
- 16 giugno - Jean-Baptiste-Louis Gresset, poeta e drammaturgo francese (n. 1709)
- 17 giugno - Ferdinand Dietz, scultore tedesco (n. 1708)
- 21 giugno - Georg Friedrich Meier, filosofo e teologo tedesco (n. 1718)
- 22 giugno - Johann Friedrich Cartheuser, medico e naturalista tedesco (n. 1704)

### Luglio
- 1º luglio - Dai Zhen, filosofo cinese (n. 1724)
- 13 luglio - Guillaume Coustou, il Giovane, scultore francese (n. 1716)
- 15 luglio - Antonio Calegari, scultore italiano (n. 1699)

### Agosto
- 12 agosto - Filippo Manfredi, compositore e violinista italiano (n. 1731)
- 14 agosto - Gian Benedetto Mittarelli, religioso italiano (n. 1707)
- 16 agosto - Nicholas Herkimer, generale statunitense (n. 1728)
- 17 agosto - Giuseppe Scarlatti, compositore italiano (n. 1712)
- 19 agosto - Johann Christian Polycarp Erxleben, biologo tedesco (n. 1744)
- 23 agosto - Clelia Grillo Borromeo, nobildonna e mecenate italiana (n. 1684)
- 23 agosto - Charles-Joseph Natoire, pittore francese (n. 1700)
- 23 agosto - Giuseppe Sellitto, compositore e organista italiano (n. 1700)
- 28 agosto - Andrea Basili, compositore italiano (n. 1705)

### Settembre
- 2 settembre - John Bartram, botanico statunitense (n. 1699)
- 8 settembre - Giovanni Alberto Colombo, fisico, astronomo e filosofo italiano
- 10 settembre - Guglielmo di Schaumburg-Lippe, conte (n. 1724)
- 10 settembre - René-Prosper Tassin, storico e diplomatista francese (n. 1697)
- 16 settembre - Simon Harcourt, I conte Harcourt, diplomatico inglese (n. 1714)
- 17 settembre - Benedetta d'Este, nobile (n. 1697)
- 18 settembre - Amalia di Nassau-Dietz, nobile tedesca (n. 1710)
- 19 settembre - Filippo di Borbone-Spagna, principe italiano (n. 1747)
- 20 settembre - Edward Howard, IX duca di Norfolk, nobile inglese (n. 1686)
- 25 settembre - Johann Heinrich Lambert, filosofo, matematico e fisico svizzero (n. 1728)

### Ottobre
- 1º ottobre - Pierre Contant d'Ivry, architetto francese (n. 1698)
- 5 ottobre - Baldassarre Maria Remondini, vescovo cattolico e scrittore italiano (n. 1698)
- 6 ottobre - Marie-Thérèse Rodet Geoffrin,  francese (n. 1699)
- 7 ottobre - Francesco Maria Accinelli, storico, geografo e presbitero italiano (n. 1700)
- 10 ottobre - Joaquín Diego de Zúñiga, nobile spagnolo (n. 1715)
- 12 ottobre - Aleksandr Petrovič Sumarokov, poeta e drammaturgo russo (n. 1717)
- 21 ottobre - Samuel Foote, attore teatrale, drammaturgo e impresario teatrale britannico (n. 1720)
- 26 ottobre - Vittorio Filippo Ferrero-Fieschi, nobile, militare e diplomatico italiano (n. 1713)
- 27 ottobre - Charles-Antoine de la Roche-Aymon, cardinale e arcivescovo cattolico francese (n. 1697)

### Novembre
- 6 novembre - François de Robespierre, avvocato e insegnante francese (n. 1732)
- 6 novembre - Bernard de Jussieu, botanico e medico francese (n. 1699)
- 10 novembre - Gambo di Mais,  nativo americano
- 10 novembre - Girolamo Palermo, arcivescovo cattolico italiano (n. 1704)
- 11 novembre - Marco Coltellini, librettista, poeta e editore italiano (n. 1724)
- 13 novembre - Federico d'Assia-Philippsthal-Barchfeld, nobile (n. 1727)
- 17 novembre - Pratap Singh Shah, re nepalese (n. 1751)
- 21 novembre - Giacomo Martorelli, filologo italiano (n. 1699)
- 22 novembre - John West, II conte De La Warr, nobile, politico e ufficiale inglese (n. 1729)
- 27 novembre - José Rodríguez de la Oliva, pittore e scultore spagnolo (n. 1695)
- 28 novembre - Michiel van Huysum, pittore olandese (n. 1703)

### Dicembre
- 2 dicembre - Lorenzo De Caro, pittore italiano (n. 1719)
- 2 dicembre - Johann Conrad Werle, organaro austriaco (n. 1701)
- 6 dicembre - Alexandre Masson de Pezay, scrittore e militare francese (n. 1741)
- 9 dicembre - Charles Knowles, I baronetto, ammiraglio britannico (n. 1704)
- 12 dicembre - Albrecht von Haller, medico e poeta svizzero (n. 1708)
- 16 dicembre - Antonio Maria Arduini, vescovo cattolico italiano (n. 1691)
- 16 dicembre - Johannes van Stiphout, vescovo vetero-cattolico olandese
- 23 dicembre - Anton Cajetan Adlgasser, compositore e organista tedesco (n. 1729)
- 24 dicembre - Bartolomeo Ferracina, orologiaio e ingegnere italiano (n. 1692)
- 25 dicembre - Ludovico Stern, pittore italiano (n. 1709)
- 25 dicembre - Francesco Maria Zanotti, scrittore e filosofo italiano (n. 1692)
- 26 dicembre - Dolly Pentreath (n. 1692)
- 26 dicembre - Ricardo Wall, militare, diplomatico e politico irlandese (n. 1694)
- 27 dicembre - Wang Xihou, funzionario cinese (n. 1713)
- 30 dicembre - Massimiliano III di Baviera, principe (n. 1727)

### Senza giorno specificato
- Michel Ferdinand d'Albert d'Ailly, nobile francese (n. 1712)
- Karl Samuel Andersch, medico e anatomista tedesco (n. 1732)
- Johann Ernst Bach, musicista tedesco (n. 1722)
- Antonio Maria Bettoli, architetto italiano (n. 1733)
- Matteo Bragadin, politico italiano (n. 1680)
- Gabriel Briard, pittore francese (n. 1715)
- Francisco Cajigal de la Vega, militare spagnolo (n. 1695)
- Francesco Cantuti Castelvetri, poeta e letterato italiano (n. 1726)
- Francesco Casini, archivista italiano (n. 1710)
- Giovanni Battista De Mari, nobile (n. 1686)
- Ernst Eichner, compositore e fagottista tedesco (n. 1740)
- Giovanni Giacomo Grimaldi, doge (n. 1705)
- Leto Guidi, monaco cristiano e scienziato italiano (n. 1711)
- Giovanni Lovrich, scrittore e etnografo dalmata
- Mir Qasim, nobile indiano
- Francesco Pavona, pittore italiano (n. 1692)
- Samuel Prescott, patriota statunitense (n. 1751)
- Shalom Sharabi, rabbino yemenita (n. 1720)
- Agostino Viale, doge (n. 1692)
- Jean-Baptiste de Voglie, ingegnere italiano
- Yağlıkçızade Derviş Mehmed Pascià, politico ottomano
- İvazzade Halil Pascià, politico e militare ottomano (n. 1723)

## Calendario
| Calendario 1777 | Calendario 1777 | Calendario 1777 | Calendario 1777 | Calendario 1777 | Calendario 1777 | Calendario 1777 | Calendario 1777 | Calendario 1777 | Calendario 1777 | Calendario 1777 | Calendario 1777 | Calendario 1777 | Calendario 1777 | Calendario 1777 | Calendario 1777 | Calendario 1777 | Calendario 1777 | Calendario 1777 | Calendario 1777 | Calendario 1777 | Calendario 1777 | Calendario 1777 | Calendario 1777 | Calendario 1777 | Calendario 1777 | Calendario 1777 | Calendario 1777 | Calendario 1777 | Calendario 1777 | Calendario 1777 | Calendario 1777 | Calendario 1777 |
| --------------- | --------------- | --------------- | --------------- | --------------- | --------------- | --------------- | --------------- | --------------- | --------------- | --------------- | --------------- | --------------- | --------------- | --------------- | --------------- | --------------- | --------------- | --------------- | --------------- | --------------- | --------------- | --------------- | --------------- | --------------- | --------------- | --------------- | --------------- | --------------- | --------------- | --------------- | --------------- | --------------- |
|                 | 1               | 2               | 3               | 4               | 5               | 6               | 7               | 8               | 9               | 10              | 11              | 12              | 13              | 14              | 15              | 16              | 17              | 18              | 19              | 20              | 21              | 22              | 23              | 24              | 25              | 26              | 27              | 28              | 29              | 30              | 31              |                 |
| Gennaio         | Me              | Gi              | Ve              | Sa              | Do              | Lu              | Ma              | Me              | Gi              | Ve              | Sa              | Do              | Lu              | Ma              | Me              | Gi              | Ve              | Sa              | Do              | Lu              | Ma              | Me              | Gi              | Ve              | Sa              | Do              | Lu              | Ma              | Me              | Gi              | Ve              |                 |
| Febbraio        | Sa              | Do              | Lu              | Ma              | Me              | Gi              | Ve              | Sa              | Do              | Lu              | Ma              | Me              | Gi              | Ve              | Sa              | Do              | Lu              | Ma              | Me              | Gi              | Ve              | Sa              | Do              | Lu              | Ma              | Me              | Gi              | Ve              |                 |                 |                 |                 |
| Marzo           | Sa              | Do              | Lu              | Ma              | Me              | Gi              | Ve              | Sa              | Do              | Lu              | Ma              | Me              | Gi              | Ve              | Sa              | Do              | Lu              | Ma              | Me              | Gi              | Ve              | Sa              | Do              | Lu              | Ma              | Me              | Gi              | Ve              | Sa              | Do              | Lu              |                 |
| Aprile          | Ma              | Me              | Gi              | Ve              | Sa              | Do              | Lu              | Ma              | Me              | Gi              | Ve              | Sa              | Do              | Lu              | Ma              | Me              | Gi              | Ve              | Sa              | Do              | Lu              | Ma              | Me              | Gi              | Ve              | Sa              | Do              | Lu              | Ma              | Me              |                 |                 |
| Maggio          | Gi              | Ve              | Sa              | Do              | Lu              | Ma              | Me              | Gi              | Ve              | Sa              | Do              | Lu              | Ma              | Me              | Gi              | Ve              | Sa              | Do              | Lu              | Ma              | Me              | Gi              | Ve              | Sa              | Do              | Lu              | Ma              | Me              | Gi              | Ve              | Sa              |                 |
| Giugno          | Do              | Lu              | Ma              | Me              | Gi              | Ve              | Sa              | Do              | Lu              | Ma              | Me              | Gi              | Ve              | Sa              | Do              | Lu              | Ma              | Me              | Gi              | Ve              | Sa              | Do              | Lu              | Ma              | Me              | Gi              | Ve              | Sa              | Do              | Lu              |                 |                 |
| Luglio          | Ma              | Me              | Gi              | Ve              | Sa              | Do              | Lu              | Ma              | Me              | Gi              | Ve              | Sa              | Do              | Lu              | Ma              | Me              | Gi              | Ve              | Sa              | Do              | Lu              | Ma              | Me              | Gi              | Ve              | Sa              | Do              | Lu              | Ma              | Me              | Gi              |                 |
| Agosto          | Ve              | Sa              | Do              | Lu              | Ma              | Me              | Gi              | Ve              | Sa              | Do              | Lu              | Ma              | Me              | Gi              | Ve              | Sa              | Do              | Lu              | Ma              | Me              | Gi              | Ve              | Sa              | Do              | Lu              | Ma              | Me              | Gi              | Ve              | Sa              | Do              |                 |
| Settembre       | Lu              | Ma              | Me              | Gi              | Ve              | Sa              | Do              | Lu              | Ma              | Me              | Gi              | Ve              | Sa              | Do              | Lu              | Ma              | Me              | Gi              | Ve              | Sa              | Do              | Lu              | Ma              | Me              | Gi              | Ve              | Sa              | Do              | Lu              | Ma              |                 |                 |
| Ottobre         | Me              | Gi              | Ve              | Sa              | Do              | Lu              | Ma              | Me              | Gi              | Ve              | Sa              | Do              | Lu              | Ma              | Me              | Gi              | Ve              | Sa              | Do              | Lu              | Ma              | Me              | Gi              | Ve              | Sa              | Do              | Lu              | Ma              | Me              | Gi              | Ve              |                 |
| Novembre        | Sa              | Do              | Lu              | Ma              | Me              | Gi              | Ve              | Sa              | Do              | Lu              | Ma              | Me              | Gi              | Ve              | Sa              | Do              | Lu              | Ma              | Me              | Gi              | Ve              | Sa              | Do              | Lu              | Ma              | Me              | Gi              | Ve              | Sa              | Do              |                 |                 |
| Dicembre        | Lu              | Ma              | Me              | Gi              | Ve              | Sa              | Do              | Lu              | Ma              | Me              | Gi              | Ve              | Sa              | Do              | Lu              | Ma              | Me              | Gi              | Ve              | Sa              | Do              | Lu              | Ma              | Me              | Gi              | Ve              | Sa              | Do              | Lu              | Ma              | Me              |                 |